# Djati-Pengilon
Djati-Pengilon — метеорит, хондрит класса H6. 

## Обстоятельства падения
Упал 19 марта 1884 года, в 4:30 утра по местному времени на острове Ява, Индонезия, вблизи деревни Alastoeva, к северу от поселения Djati-Pengilon. Падение наблюдалось пятью местными жителями и сопровождалось свистящими звуками и ударом. Очевидцы указывали направление полёта с запада на восток и с юго-запада на северо-восток. Метеорит при падении образовал воронку глубиной около 3 м, из которой был выкопан. Извлечение метеорита было организовано 23 марта 1884 местным жителем Ф.Кларингом (F. Kläring) из г. Sambirobjong, который в октябре 1885 продал его государственному Горному департаменту. Интересно, что метеорит упал лишь в 16 км к северу от того места, где несколькими месяцами ранее (3 октября 1883) упал метеорит Ngawi.

## Состав и классификация
Минеральный состав: 30,9 % бронзита, 33,4 % оливина, 21,3 % железа (в сплаве с никелем и кобальтом, Fe 88,68 %, Co 10,78 %, Ni 0,54 %), 5,1 % троилита. Метеорит относится к классу хондритов H6 (обычный хондрит с высоким содержанием железа и высокой степенью метаморфизации). Средняя плотность равна 3,73-3,74 г/см3.

## Форма
Камень напоминает довольно неправильный прямоугольный параллелепипед с пятью почти плоскими гранями и одной гранью неправильной формы. Все углы и рёбра закруглены.

## Хранение
Хранится в различных коллекциях мира, в том числе образец в Метеоритной коллекции РАН в Институте геохимии и аналитической химии им. В. И. Вернадского РАН.